# 香川県立琴平高等学校
香川県立琴平高等学校（かがわけんりつ ことひらこうとうがっこう）は、香川県仲多度郡琴平町に所在する公立の高等学校。略称は琴高。

## 沿革
- 1937年（昭和12年） - 香川県琴平実科高等女学校として開校。
- 1943年（昭和18年） - 香川県琴平町立琴平高等女学校に改名。
- 1948年（昭和23年） - 県への移管に伴い、香川県立琴平高等学校に改名。

## 設置学科
- 全日制課程　普通科

## 学校行事
- 入学式
- 遠足
- 体育祭
- 壮行会
- 琴高祭
- クラスマッチ
- 修学旅行

## 部活動
なぎなたの名門であり、第1回全日本高等学校なぎなた選手権大会は当校で開催され、優勝を達成している。団体戦で4度優勝（1962年、1993年、2013年、2015年）、個人戦でも優勝経験がある。男子剣道部も高校総体に出場できる実力があり、武道館を改修した2008年より毎年、なぎなた部VS剣道部の異種武道大会を開催している。

## 著名な卒業生
- 西村貞朗 (元西鉄ライオンズ投手）
- 本広克行（映画監督、演出家　「踊る大捜査線」など）